# Eremopterix

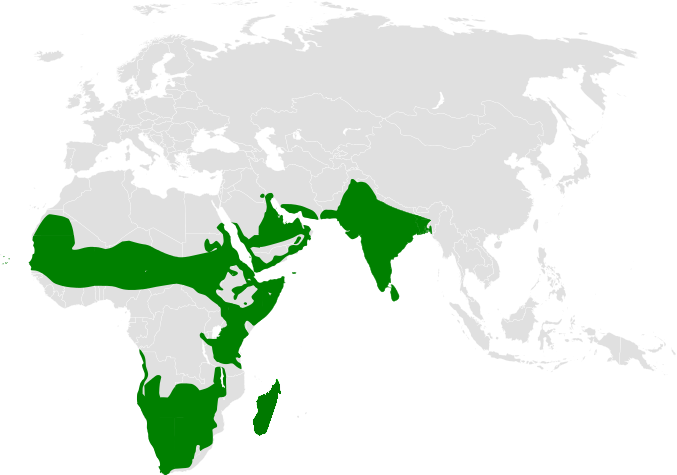
Verbreitungskarte der Gattung Eremopterix

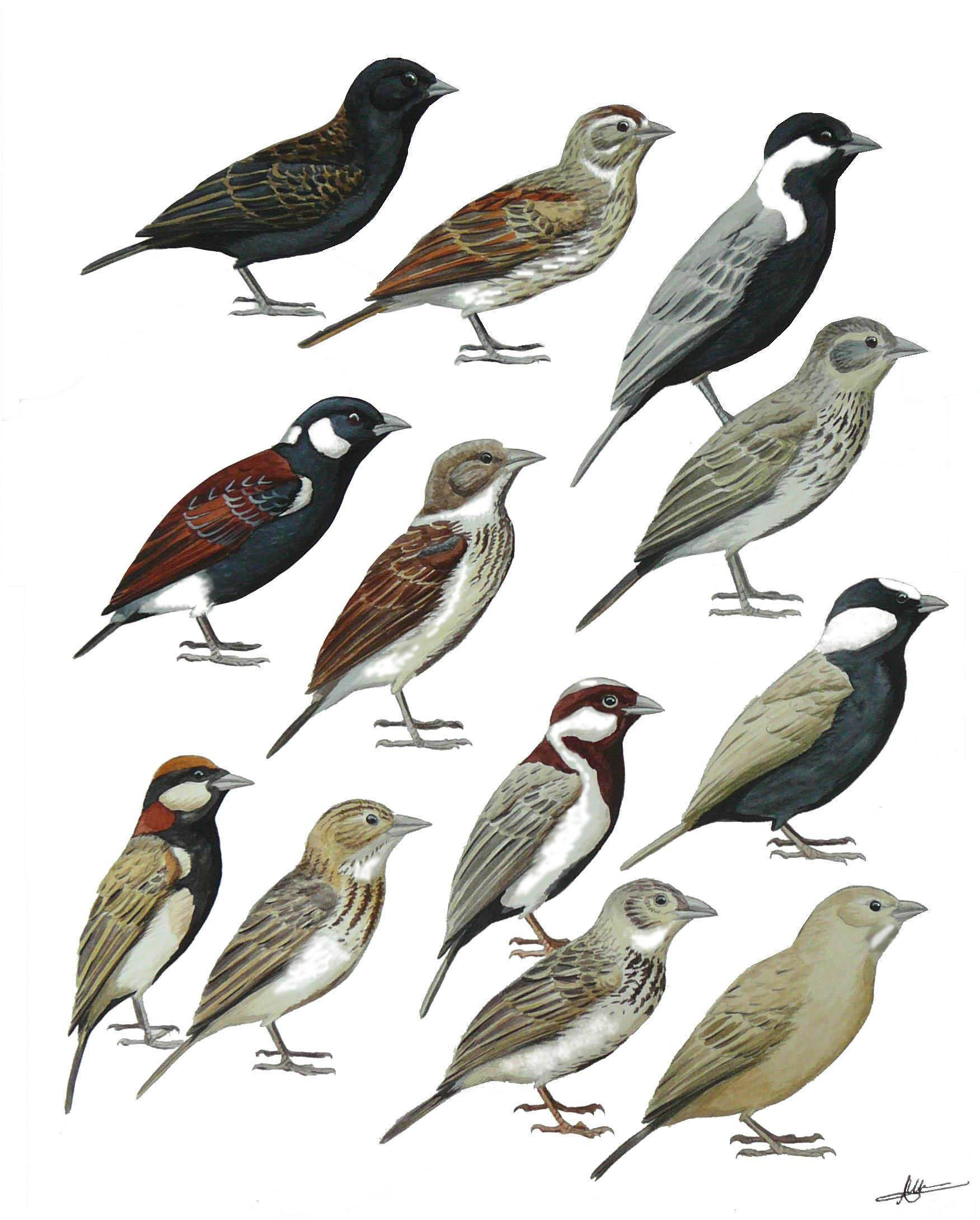
Sechs Eremopterix-Arten, abgebildet ist jeweils das Männchen und das Weibchen. Beginnend von links oben sind dargestellt Eremopterix australis, Eremopterix verticalis, Eremopterix leucotis, Eremopterix leucopareia, Eremopterix signatus und Eremopterix nigriceps

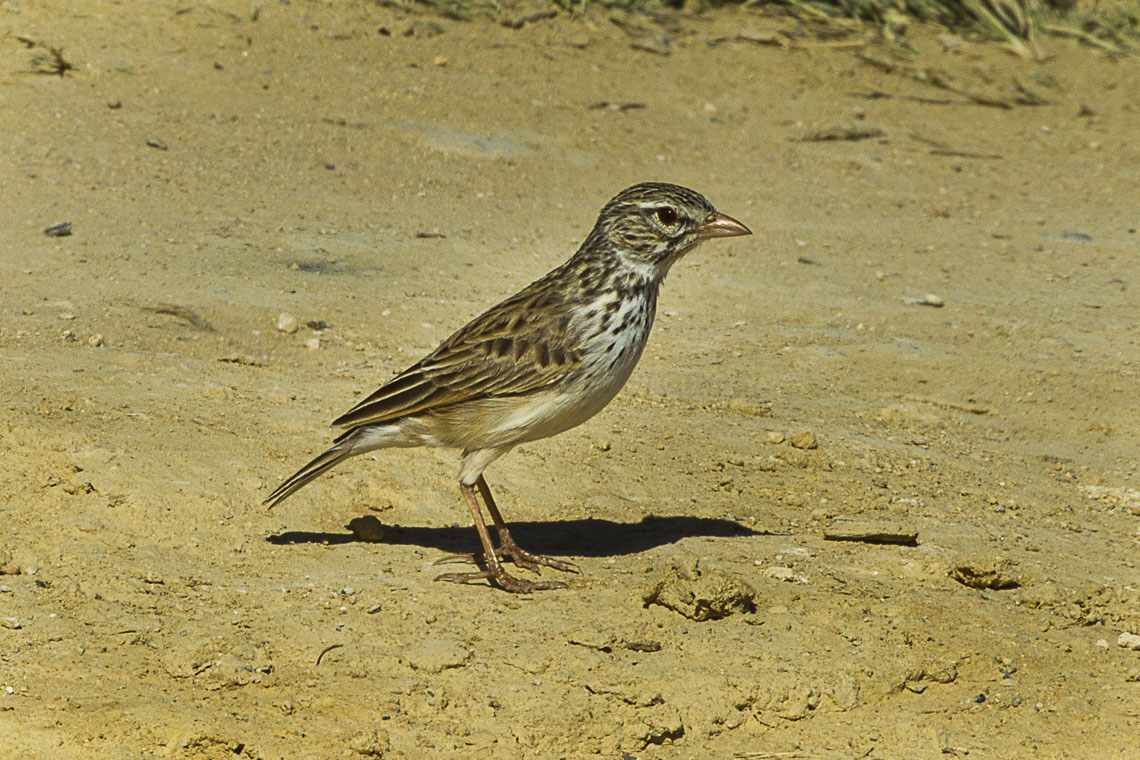
Die auf der Zeichnung fehlenden beiden Eremopterix-Arten, E. hova

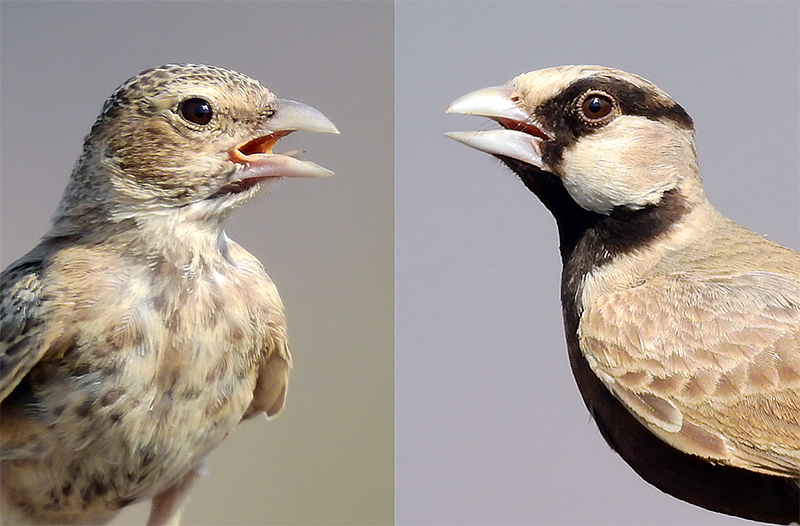
Und E.grisea: Links Weibchen, rechts Männchen

Eremopterix ist eine Gattung der Lerchen. Unter den heute lebenden Vogelarten gehören acht Arten zu der Gattung. Eine deutsche Bezeichnung hat sich für diese Gattung bislang nicht eingebürgert.
Das Verbreitungsgebiet der Gattung ist sehr groß. Es reicht von Nordafrika über Vorderasien bis zum Indischen Subkontinent. Alle Arten werden von der IUCN als nicht gefährdet (least concern) eingestuft.

## Merkmale
Die Arten der Gattung Eremopterix sind kleine Lerchen, die in ihrem Habitus an Finken oder Sperlinge erinnern. Sie haben kurze dicke Schnäbel, mit denen sie in der Lage sind, Sämereien wie beispielsweise Hirse zu enthülsen. Die Nasenlöcher liegen anders als bei den Arten der Gattung Mirafra, Pinarocorys, Certhilauda und Alaemon nicht frei, sondern mit kleinen borstenartigen Federn bedeckt.
Die zehnte Handschwinge ist klein, aber erkennbar. Die achte bis neunte Handschwinge sind etwa gleich lang und bilden die Spitze des Flügels. Die Hinterkralle ist vergleichsweise kurz und gebogen.
Von der Madagaskarlerche abgesehen, findet sich bei den Arten der Gattung Eremopterix ein ausgeprägter Geschlechtsdimorphismus. Die Männchen haben ein schwarzweißes Kopfmuster oder haben wie bei der Schwarzwangenlerche einen vollständig schwarzen Kopf.

## Verbreitungsgebiet
Der Verbreitungsschwerpunkt der Gattung ist Afrika. Einige Arten wie beispielsweise die Weißwangenlerche sind in weiten Teilen des Kontinents verbreitet. Die Madagaskarlerche kommt ausschließlich auf Madagaskar vor und ist dort die einzige Vertreterin in der Familie der Lerchen. Das Verbreitungsgebiet Weißstirnlerche reicht von Afrika bis nach Vorderindien. Lediglich die Grauscheitellerche kommt ausschließlich auf dem indischen Subkontinent vor.

## Lebensweise
Wie alle Lerchen sind auch die Eremopterix-Arten Bodenbrüter. Das Nest ist nicht überwölbt und wird häufig im Schutz von Steinen, Grasbüscheln oder Stauden errichtet. Die Nahrung besteht aus Insekten und Sämereien. Alle Arten singen sowohl von niedrigen Ansitzwarten aus als auch im Singflug.

## Arten
Die folgenden rezenten Arten werden zu der Gattung gerechnet:
- Schwarzwangenlerche (Eremopterix australis (Smith, 1836))
- Grauscheitellerche (Eremopterix grisea (Scopoli, 1786))
- Braunscheitellerche (Eremopterix leucopareia (Fischer & Reichenow, 1884))
- Weißwangenlerche (Eremopterix leucotis (Stanley, 1814))
- Weißstirnlerche (Eremopterix nigriceps (Gould, 1839))
- Harlekinlerche (Eremopterix signata (Oustalet, 1886))
- Graurückenlerche (Eremopterix verticalis  (Smith, 1836))
- Madagaskarlerche (Eremopterix hova (Hartlaub, 1860))

## Einzelbelege
1. ↑  Pätzold: Kompendium der Lerchen. S. 146.
2. ↑  Pätzold: Die Lerchen der Welt. S. 38.
3. ↑  Nicators, reedling & larks « IOC World Bird List. In: www.worldbirdnames.org. Abgerufen am 20. März 2017 (englisch).